# Реміхіо Моралес Бермудес
Реміхіо Моралес Бермудес (ісп. Remigio Morales Bermúdez; 30 вересня 1836, Тарапака — 1 квітня 1894, Ліма) — перуанський військовий і політичний діяч. Обіймав посаду президента Перу з 1890 по 1894 рік.
Брав участь у громадянській війні на боці противників президента Хосе Руфіно Еченіке. У війні проти Чилі командував двома батальйонами. При президенті Андресі Авеліно Касерес займав пост віце-президента.
Під час свого президентство, будучи противником впливового перуанського політика, колишнього президента Пьерола, здійснював репресії щодо його прихильників. Під час його правління вдалося прийти до прикордонного угоди з Еквадором, а також почалися переговори з Чилі з приводу врегулювання з питань спірних територій, відторгнутих у Перу в минулій війні.
Реміхіо Моралес Бермудес помер на своєму посту 1 квітня 1894 року в Лімі, після нього президентом став віце-президент Хустініано Боргоньо.